# Pescara Porta Nuova
Pescara Porta Nuova (wł. Stazione di Pescara Porta Nuova) – stacja kolejowa w Pescarze, w prowincji Pescara, w regionie Abruzja, we Włoszech. 
Stacja znajduje się w nowej dzielnicy Portanuova, na południe od centrum miasta, między Via Tiburtina Valeria, Via Orazio, Via Italica i Via Lago di Campotosto.
Według klasyfikacji RFI ma kategorię srebrną.

## Charakterystyka
Stacja składa się z trzech torów, z których dwa leżą na linii Adriatica, a trzeci na linii Rzym – Pescara.

## Linie kolejowe
- Rzym – Pescara
- Adriatica

## Ruch pociągów
W ciągu całego dnia na stacji zatrzymuje się 107 regionalnych pociągów. Przy stacji jest parking dla 350 samochodów.

## Usługi
Usługi dostępne na stacji:
- Parking
- Przejście podziemne
- Poczekalnia